# Lance (Vorname)
Lance ist ein englischer männlicher Vorname, ursprünglich abgeleitet von dem germanischen Namen Lanzo. Eine Verkleinerungsform des Namens ist Lanny.

## Namensträger
- Lance Acord (* 1964), US-amerikanischer Kameramann
- Lance Alworth (* 1940), US-amerikanischer American-Football-Spieler
- Lance Anderson, US-amerikanischer Maskenbildner und Spezialeffektkünstler
- Lance Armstrong (* 1971), US-amerikanischer Radrennfahrer
- Lance Bade (* 1971), US-amerikanischer Sportschütze
- Lance Barber (* 1973), US-amerikanischer Schauspieler
- Lance Bass (* 1979), US-amerikanischer Sänger, Schauspieler und Filmproduzent
- Lance Burton (* 1960), US-amerikanischer Zauberkünstler
- Lance Butters (* 1988), deutscher Rapper
- Lance Cade (1981–2010), US-amerikanischer Wrestler
- Lance Davids (* 1985), südafrikanischer Fußballspieler
- Lance Dossor (1916–2005), britisch-australischer Pianist
- Lance A. Durden (* 1955), US-amerikanischer Zoologe, Parasitologe und Hochschullehrer
- Lance M. Fritz (* 1963), US-amerikanischer Manager
- Lance Henriksen (* 1940), US-amerikanischer Schauspieler
- Lance Jeter (* 1988), US-amerikanischer Basketballspieler
- Lance Kerwin (1960–2023), US-amerikanischer Schauspieler
- Lance Kinsey (* 1954), kanadischer Schauspieler
- Lance LeGault (1935–2012), US-amerikanischer Schauspieler
- Lance Loud (1951–2001), US-amerikanischer Musiker und Journalist
- Lance Macklin (1919–2002), englischer Rennfahrer
- Lance Nethery (* 1957), kanadischer Eishockeytrainer
- Lance Pitlick (* 1967), US-amerikanischer Eishockeyspieler
- Lance Pugh (1919–1999), kanadischer Radrennfahrer
- Lance Reddick (1962–2023), US-amerikanischer Schauspieler und Musiker
- Lance Reventlow (1936–1972), dänisch-US-amerikanischer Adeliger und Erbe des Woolworth-Vermögens
- Lance Ryan (* 1971), kanadischer Opernsänger
- Lance L. Smith (* 19**), US-amerikanischer General
- Lance Stephenson (* 1990), US-amerikanischer Basketballspieler
- Lance Storm (* 1969), kanadischer Wrestler
- Lance Stroll (* 1998), kanadischer Automobilrennfahrer
- Lance Tingay (1915–1990), britischer Sportjournalist
- Lance Voorjans (* 1990), niederländischer Fußballspieler
- Lance Ward (* 1978), kanadischer Eishockeyspieler
- Lance Whitaker (* 1972), US-amerikanischer Boxer